# Heinz-Günter Bargfrede

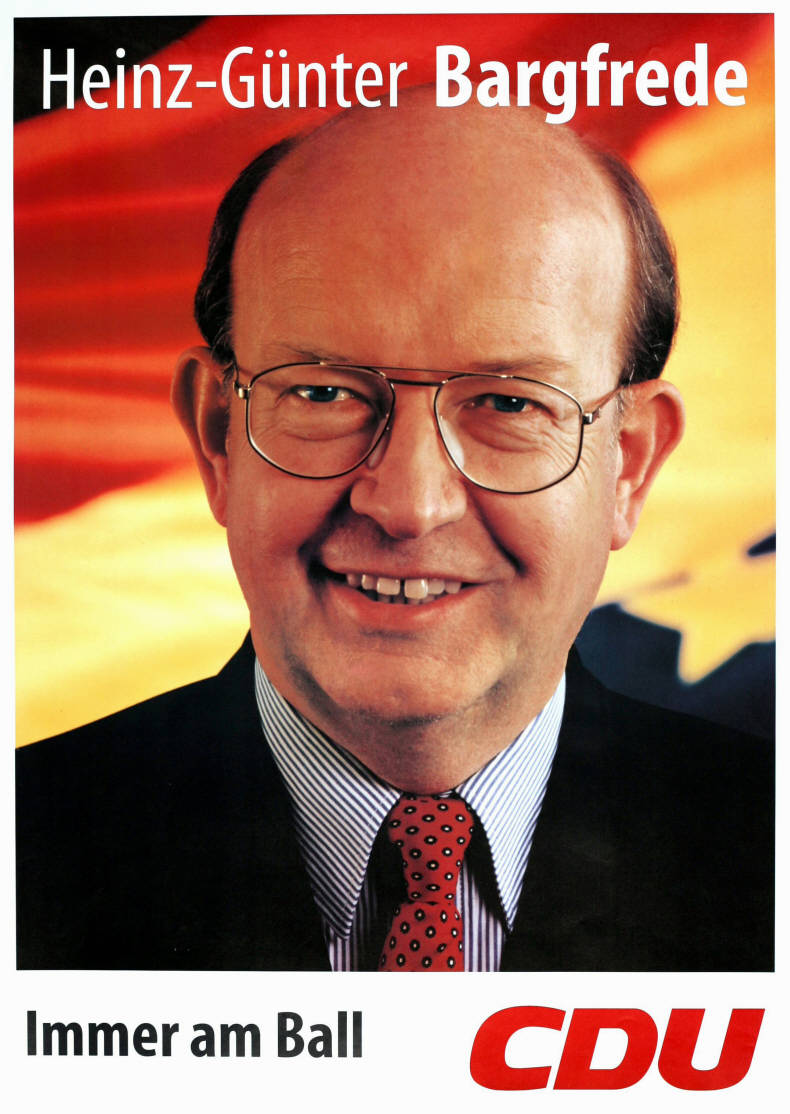
Kandidatenplakat Heinz-Günter Bargfredes zur Bundestagswahl 1998

Heinz-Günter Bargfrede (* 20. Januar 1942 in Zeven) ist ein deutscher Politiker der CDU und ehemaliges Mitglied des Bundestages.

## Leben
Heinz-Günter Bargfrede besuchte die Volksschule und danach ab 1957 die Handelsschule. In den Jahren 1963/64 leistete er seinen Grundwehrdienst in Lüneburg und Barme ab. Er wurde Postassistentanwärter beim Postamt in Zeven und konnte 1972 den Aufstieg in den gehobenen Postdienst schaffen. Er war danach bei den Postämtern Soltau, Bremen 5 und Rotenburg an der Wümme angestellt. Zum Schluss hatte er die Position eines Postoberinspektor. Er ist evangelisch-lutherisch, verheiratet und hat einen Sohn.
Neben seinem Beruf und der parteipolitischen Arbeit war er seit 1961 im Deutschen Postverband des Deutschen Beamtenbundes aktiv. Für den Verband war er von 1964 bis 1970 im Bezirksvorstand Bremen sowie von 1980 bis 1983 Vorsitzender des Ortsverbandes Rotenburg und Mitglied des Hauptvorstandes. Zudem war er Mitglied des Verbandes der Reservisten der Bundeswehr, des Verbandes der Kriegs- und Wehrdienstopfer, des Behinderten- und Sozialrentner Deutschlands e.V. (VdK), des Reichsbundes und des Rotenburger Sportvereins. Er war im Weiteren ehrenamtlicher Vorsitzender des DRK-Ortsverbandes in Rotenburg.

## Politik
Bargfrede trat 1971 in die CDU ein und war von 1986 bis 1990 Vorsitzender des Gemeindeverbandes Rotenburg.
Kommunalpolitisch war er für seine Partei von 1981 bis Oktober 1991 Mitglied des Stadtrates
Rotenburg (Wümme) und von 1982 bis 1984 Vorsitzender der CDU-Ratsfraktion. In den Jahren 1984 bis 1986 übernahm er dann das Bürgermeisteramt der Stadt Rotenburg/Wümme. Seit 1986 ist er Mitglied im Kreistag des Landkreises Rotenburg (Wümme) und dort seit 1987 stellvertretender Fraktionsvorsitzender. In den Jahren 1987 bis 1991 übernahm er das Amt als stellvertretender Landrat.
Er war vom 20. Dezember 1990 bis 26. Oktober 1998 (zwei Wahlperioden) Mitglied des Deutschen Bundestages. Dort war er Ordentliches Mitglied im Ausschuss für Verkehr und Stellvertretendes Mitglied im Innenausschuss, Sportausschuss und im Ausschuss für Fremdenverkehr und Tourismus. Er wurde für die CDU über ein Direktmandat des Wahlkreises 30 in Niedersachsen gewählt.
Bargfrede hielt die erste plattdeutsche Rede im deutschen Bundestag.